# Orfelia notabilis
Orfelia notabilis är en tvåvingeart som först beskrevs av Samuel Wendell Williston 1893.  Orfelia notabilis ingår i släktet Orfelia och familjen platthornsmyggor.
Artens utbredningsområde är Washington. Inga underarter finns listade i Catalogue of Life.